# Marcelino Iglesias Ricou

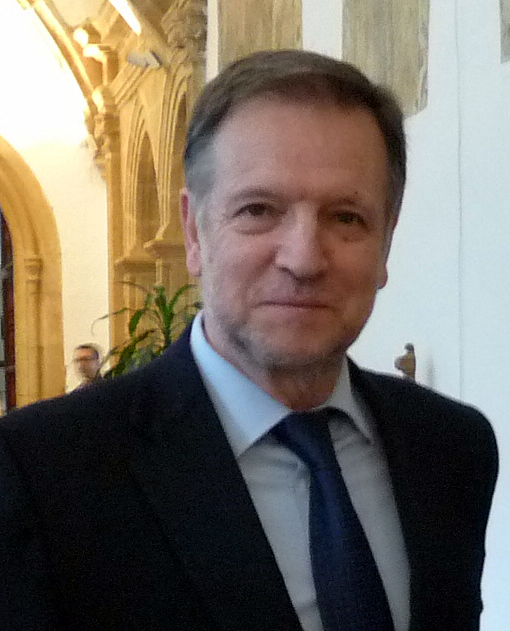
Marcelino Iglesias Ricou

Marcelino Iglesias Ricou (* 16. April 1951 in Bonansa, Spanien) ist Präsident der autonomen Gemeinschaft Aragonien und spanischer Politiker.

## Leben
Marcelino Iglesias Ricou war ab 1983 Bürgermeister von Bonansa und von 1987 bis 1995 Präsident der Provinzial-Delegation von Huesca. Er ist Mitglied der Partido Socialista Obrero Español (PSOE).
Iglesias Ricou ist Mitglied im Ausschuss der Regionen in der Europäischen Union. Dort ist er auch in mehreren Fachkommissionen tätig.
Er ist verheiratet und hat zwei Kinder.